# Воронін Іван Дмитрович
Іван Дмитрович Воронін (1905—1983) — вчений-літературознавець, письменник і краєзнавець, педагог, редактор, громадський діяч. Основоположник сучасного краєзнавства Мордовії. Вперше опублікував фундаментальні історико-краєзнавчі дослідження про Саранськ, вивчив і ввів в науковий обіг безліч відомостей з архівних документів. Автор 14 книг і понад 300 нарисів і статей.

## Життєпис
Народився 3 (16) вересня 1905 року у Саранську в селянській родині.
У 1929—1937 роках після служби в РСЧА займався господарською та комсомольською діяльністю в Оренбурзі, Куйбишеві та Мордовії.
В 1938 році закінчив екстерном з відзнакою Мордовський державний педагогічний інститут імені А. І. Полежаєва у Саранську, працював там викладачем літератури.
У роки Німецько-радянської війни був інструктором з друку політвідділу залізничних військ СРСР в Москві.
У 1946—1951 роках працював завідувачем сектору історії в Мордовському науково-дослідному інституті мови, літератури, історії, економіки, викладав у педагогічному інституті та Мордовській партійній школі, був редактором альманаху «Літературна Мордовія».
У 1951—1959 роках був головою правління Спілки письменників Мордовії.
З 1957 року знову працював викладачем педагогічного інституту, а потім Мордовського державного університету. У 1961—1970 роках завідував кафедрою російської та зарубіжної літератури.
Помер 29 травня 1983 року у Саранську.

## Почесні звання та нагороди
- Заслужений працівник культури РРФСР (30 вересня 1975)
- Заслужений працівник культури Мордовської АРСР
- Член СП СРСР
- Почесний громадянин Саранська
- Орден Трудового Червоного Прапора
- Почесний залізничник

## Пам'ять
Ім'ям І. Д. Вороніна названо Мордовський республіканський об'єднаний краєзнавчий музей у Саранську.

## Основні праці
- Воронин И. Д. Литературные деятели и литературные места в Мордовии / Оформление В. Климова. — 2-е изд., доп. — Саранск : Мордовское кн. изд-во, 1976. — 336, [16] с. — 7000 прим. (1-е издание — 1951).